# 青井透
青井 透（あおい とおる、1947年 - ）は、日本の環境工学者。専門は環境・衛生工学。

## 人物
1947年に広島県で生まれる。1971年北海道大学工学部衛生工学科卒業、そして1973年北海道大学大学院工学研究科衛生工学専攻修了後、住友重機械工業に入社し下水・し尿・埋立地浸出水・水産加工・産業廃水・畜産廃棄物処理等を担当、21年間各種廃水浄化施設の設計から試運転までを行い、河川水質の汚濁は生活雑排水を処理すれば防止できると刷り込まれる。1993年東北大学にて博士取得（工学）。1994年群馬工業高等専門学校土木工学科教授になる。同校着任後、利根川上流部の水質調査を実施して、森林流出水の無機態窒素濃度が予想外に高いことに気付く。多くの学生や地域住民の協力を得ながら、利根川上流の雨水・河川水を長期にわたり幅広く調査し、首都圏から飛来する大気汚染物質が、渓流の高い窒素濃度の供給源ではないかという作業仮説を立案(暫くして他の研究者に確認頂き社会認知される)。また着任した高専内ため池が、降雨出水により砂・ヘドロ及び多種多様な廃棄物で埋没の危機にあることから、特殊なポンプを開発して水を抜かずにスラリー化し、砂・ゴミ及び脱水土(培養土として利用可能)として分離回収する生態系保全型底泥資源化工法を考案・実用化した。本工法はNPOを中心とした多くの社会人・学生の協力により実績を重ねて大型化され、2013年には松本市の国宝松本城内堀の浚渫に採用され2014年には福島県内農業用ため池の除染実証事業に採択され、多くの実績を重ねつつある。このほかにも、排水処理曝気槽混合液を枯草菌(Bacillus subtilis.sp)優占化し、余剰汚泥として回収された乾燥汚泥(枯草菌)を有用種菌として未利用バイオマス(キノコ廃菌床や剪定枝等)と発酵させて土壌改良資材を製造し、連作障害抑止材として安全な有機農業に利活用することに、地域の方々と連携して取り組んでいる。2013年同校特命教授（非常勤）・株式会社ヤマト非常勤顧問になる。2014年12月底泥資源化工法研究会を設立、会長に就任する。

## 社会における活動
- 群馬県環境審議会委員(平成10年8月)
- （財）日本水環境学会「産官学協力委員会委員」(平成11年10月)
- 群馬県土木部、群馬県河川整備計画審査会委員(平成12年11月)
- 日本有機資源協会技術委員会専門委員会・炭化関連分科会主査(平成12年12月)
- 水資源開発公団「公団営事業の環境に係わる情報協議会」委員(平成14年4月)
- 厚生労働省「水道関連調査研究検討会委員」(平成14年4月)
- 国土交通省関東地方整備局「清流ルネッサンスⅡ渡良瀬川中流部支流地域協議会委員」(平成14年10月)
- 群馬県土木部「群馬県湖沼水質浄化現地試験審査委員会委員」(平成15年7月)
- 群馬県農政部「農業農村整備環境対策指針策定委員会委員」(平成15年7月)
- 前橋工業高校「目指せスペシャリスト運営指導委員」(平成15年9月)
- 群馬県県土整備局河川課「瀬と淵を取り戻す検討委員会委員」(平成16年6月)
- 高崎市「高崎市土砂等の堆積審議会」委員長(H24年7月)
- 渋川市「渋川市バイオマス活用推進計画策定委員会」委員長(H24年10月)

## 受賞歴
- 平成2年8月 The 15th Biennial Conference of the IAWPRC held at Kyotoでポスター賞授賞
- 平成6年12月 第30回 土木学会環境工学研究フォーラムで新技術プロジェクト賞授賞 (回転平膜)
- 平成11年12月 第35回 土木学会環境工学研究フォーラムで新技術プロジェクト賞授賞 (ケナフ活性炭)
- 平成14年4月 20回月刊「水」論文賞受賞
- 平成14年11月 第39回土木学会環境工学研究フォーラムで論文賞受賞(ケナフ生育と利用)
- 平成16年11月 第41回土木学会環境工学研究フォーラムで新技術プロジェクト賞受賞(グラフトFe,Mn)
- 平成17年12月 第42回土木学会環境工学研究フォーラムで新技術プロジェクト賞受賞(バチルス連作)
- 平成19年7月 第44回下水道研究発表会ポスターセッション優秀賞(終沈水路)
- 平成20年7月 第45回下水道研究発表会ポスターセッション優秀賞(バチルス・線虫)
- 平成21年7月 第46回下水道研究発表会ポスターセッション優秀賞(無機凝集剤)
- 平成22年4月 第42回月刊「水」賞受賞[3]
- 平成22年7月 国土交通省渡良瀬河川事務所より「H21矢場川底泥浚渫利活用」で所長表彰(管理技術者)
- 平成24年6月 日本河川協会「日本水大賞・未来開拓賞」受賞
- 平成25年11月 日本経済新聞「第23回日経地球環境技術賞・優秀賞」受賞[4]

## 主たる資格
- 昭和55年12月 技術士上下水道部門（下水道）
- 昭和57年7月 環境計量士
- 昭和57年12月 技術士衛生工学部門（廃棄物処理）
- 昭和58年12月 一級建築士
- 昭和59年12月 技術士農業部門（畜産）

## 所属学協会
- 土木学会
- 日本水環境学会
- 浄化槽技術研究会

## 主たる論文
- 青井透(2010)地球環境(窒素汚染と大気・水環境)、利根川上流部窒素汚染部分担当、国際環境研究協会,pp145-152
- 青井透、宮里直樹、鎌田素之、川上智規(2009)碓氷川支流裏妙義中木川流域の通年調査による窒素飽和現象の確認，土木学会環境工学研究論文集,Vol.46,pp.61-68
- 青井透(2006)バチルス菌優占余剰汚泥・上水汚泥およびキノコ廃菌床を原料とする連作障害対策型土壌改良材の開発、第14回北海道大学衛生工学シンポジウム講演集、pp183-186
- 掛川優子、青井透、中島啓治(2006)神流川「瀬と淵を取り戻す実験工事」サイトにおける水生昆虫と付着珪藻の季節変化、用水と廃水, Vol.38, No.3, pp72-80
- 青井透、森邦広、平野太郎(2004)首都圏から飛来する大気汚染物質(窒素化合物)と越後山脈周辺の雨水及び沢水中窒素濃度との関係、土木学会環境工学研究論文集、Vol.41,pp97-104
- 岩田浩二、斉藤達之、青井透、大塚富男(2004)大間々扇状地地下水の高い窒素濃度の現状とその由来についての検討,土木学会環境工学研究論文集, Vol.41,pp683-691
- 高橋学、田中和也、玉田正男、青井透(2004)グラフト重合不織布による水中の鉄・マンガンの吸着除去法の開発、土木学会環境工学研究論文集、Vol.41,pp229-235
- 青井透、森邦広、池田正芳(2003)低公害車からのアンモニアガスの発生と関越自動車トンネル排気中窒素成分が谷川岳山頂近辺の降雨に及ぼす影響,土木学会環境工学研究論文集, Vol.40,pp713-720
- 森邦広、青井透、阿部聡他1名(2002)谷川岳を含む利根川最上流から利根大堰までの栄養塩濃度の推移と流出源の検討、土木学会環境工学研究論文集、Vol.39,pp235-246
- Aoi.T, Suzuki.M(2002) Water purification by Kenaf in the farm-pond polluted by household wastewater, Proceedings of 3rd World Water Congress (Melbourne), e21266a(CDROM)
- 青井透、鈴木学(2001)木質系熱帯性草本ケナフの水質浄化能力と成育特性、土木学会環境工学論文集、Vol.38,pp31-42
- 大島秀則、坂之井和之、青井透、他3名(2001)渡良瀬貯水池池水を用いたケナフの栄養塩除去特性と回収幹から製造した活性炭能力の評価、土木学会環境工学論文集、Vol.38,pp43-50

## 主たる総説・解説等
- 青井透(2013)バチルス属細菌を優占化させた浄化槽汚泥の土壌改良資材としての有効利用、月刊浄化槽, No451,pp17-24
- 青井透(2013)最近のし尿処理施設を取り巻く環境、都市清掃、Vol.66,No.314,pp356-361
- 青井透(2009)大気由来の窒素に着目した流域の窒素収支に関する研究(分担1.1, 1.2, 2.2)報告書，河川環境管理財団
- 青井透(2007)群馬の地盤(大間々扇状地:分担)、(社)地盤工学会関東支部, p135-142
- 青井透(2006)水環境ハンドブック(直接浄化:分担まとめ)、日本水環境学会編集、朝倉書店, pp329-344
- 青井透(2005)上流からの視点で水環境を考える--利根川上流から首都圏を見れば--、全国簡易水道協議会、月刊誌「水道」、Vol.50,No.1,pp1-10
- 青井透(2003)利根川上流域の高い窒素濃度と首都圏より飛来する大気汚染物質との関係2、月刊「水」7月号,pp18-25
- 青井透(2003)利根川上流域の高い窒素濃度と首都圏より飛来する大気汚染物質との関係1、月刊「水」6月号,pp26-33
- 青井透(2002)ため池改修工事での生き物の回収・退避と校内屋上ビオトープでの生態系の定着、環境施設、No.90,pp73-79
- 青井透(2002)渡良瀬貯水池と高専内農業用ため池でのケナフを用いた水質浄化、環境施設, Vol.88,pp78-83
- 青井透(2001)谷川岳及び最上流域利根川本川・支川の水質、環境施設,Vol.86,pp82-88
- 青井透(2001)群馬県と首都圏の窒素の循環を考える(利根川上流域の高い窒素濃度の原因と対策)、上州路、11月号pp14-21
- 青井透(2001)西上州鏑川水系の水利用と水質の変化、環境施設,Vol.84,pp82-87
- 青井透、山田真義、藤井政光、高橋克夫(2001)下水処理への膜の導入による利根川上流域での水の循環利用の可能性、造水技術、Vol.27,No.1,pp14-21